# Stege Nor
Stege Nor este o arie protejată (arie specială de conservare — SAC, sit de importanță comunitară — SCI) din Danemarca întinsă pe o suprafață de 569 ha, integral pe uscat.

## Localizare
Centrul sitului Stege Nor este situat la coordonatele 54°58′37″N 12°17′39″E / 54.976944°N 12.294167°E.

## Înființare
Situl Stege Nor a fost declarat sit de importanță comunitară în mai 1998 pentru a proteja un număr necunoscut de specii din flora spontană și fauna sălbatică aflate în arealul zonei. Situl a fost protejat și ca arie specială de conservare în decembrie 2011.

## Biodiversitate
Situată în ecoregiunile continentală și marină baltică, aria protejată conține 4 habitate naturale: Izvoare petrifiante cu formare de travertin (Cratoneurion), Lagune de coastă, Mlaștini alcaline, Pășuni atlantice udate de apa mării (Glauco-Puccinellietalia maritimae).
La baza desemnării sitului se află un număr nedeclarat de specii protejate.